# ماكس ألبرت
ماكس ألبرت (18 مارس 1899-30 نوفمبر 1980) هو كان مصور سوفيتي، اشتهر بأعماله في الخطوط الأمامية في الحرب العالمية الثانية.